# Нойдорф (Румунія)
Нойдорф (рум. Neudorf) — село у повіті Арад в Румунії. Входить до складу комуни Зебрань.
Село розташоване на відстані 394 км на північний захід від Бухареста, 25 км на південний схід від Арада, 45 км на північний схід від Тімішоари.

## Населення
За даними перепису населення 2002 року у селі проживали 989 осіб.
Національний склад населення села:
| Національність | Кількість осіб | Відсоток |
| -------------- | -------------- | -------- |
| румуни         | 888            | 89,8%    |
| угорці         | 51             | 5,2%     |
| німці          | 31             | 3,1%     |
| українці       | 12             | 1,2%     |
| словаки        | 5              | 0,5%     |

Рідною мовою назвали:
| Мова       | Кількість осіб | Відсоток |
| ---------- | -------------- | -------- |
| румунська  | 896            | 90,6%    |
| угорська   | 47             | 4,8%     |
| німецька   | 24             | 2,4%     |
| українська | 18             | 1,8%     |